# Tasmanian International 1998
Il Tasmanian International 1998 è stato un torneo di tennis giocato sul cemento. 
È stata la 5ª edizione del torneo, che fa parte della categoria Tier IV nell'ambito del WTA Tour 1998.
Si è giocato al Hobart International Tennis Centre di Hobart in Australia, dall'11 al 17 gennaio 1998.

## Campionesse

### Singolare
Patty Schnyder ha battuto in finale  Dominique Van Roost con il punteggio di 6–3, 6–2

### Doppio
Virginia Ruano Pascual /  Paola Suárez hanno battuto in finale  Julie Halard-Decugis /  Janette Husárová con il punteggio di 7–6, 6–3